# Храм Веры, Надежды, Любови и матери их Софии при НМИЦ ДГОИ имени Дмитрия Рогачёва
Храм Ве́ры, Наде́жды, Любо́ви и ма́тери их Софи́и — православный храм в Обручевском районе Москвы, возведённый при Национальном медицинском исследовательском центре детской гематологии, онкологии и иммунологии.
Приписан к Данилову монастырю. Настоятель храма — игумен Иоасаф (Полуянов), руководитель Патриаршего центра духовного развития детей и молодежи.

## Сооружение храма
В 2010 году было принято решение о строительстве храма во имя священномучениц Веры, Надежды, Любови и матери их Софии при ФНКЦ ДГОИ имени Дмитрия Рогачёва. Основанием для строительства стали многочисленные просьбы родителей маленьких пациентов Центра, нуждающихся в духовной поддержке и утешении, а также желание руководства и родственников организовать работу по духовно-нравственному и социально-культурному просвещению детей и молодежи, находящихся на лечении и реабилитации в Центре. В том же году началась разработка проекта храма. Весь комплекс работ по проектированию, строительству и убранству храма был выполнен Товариществом реставраторов «Мастерские Андрея Анисимова». Как отмечается на сайте Товарищества: «все, кто работал над этим непростым проектом, были едины в своем желании сделать доброе дело».
18 января 2011 года руководитель Патриаршего центра духовного развития детей и молодежи игумен Иоасаф (Полуянов) совершил молебен на начало строительства храма.
В феврале-апрель был выстроен фундамент храма. 26 мая того же года по благословению Патриарха Кирилла наместник Данилова монастыря архимандрит Алексий (Поликарпов) в сослужении игумена Иоасафа (Полуянова), иеромонаха Филиппа (Дмитриева) совершил освящение закладной грамоты и капсулы во основание храма. За богослужением пел хор Данилова монастыря.
В июне того же года завершена Кладка стен четверика и апсиды. В июле — кладка свода и закомары, в августе — кладка звонницы и барабана. В сентябре завершена укладка крыши и монтаж наружного декора, в октябре — монтаж черепицы и окон, завершение работ. 9 декабря того же года архимандрит Алексий (Поликарпов) возглавил освящение и торжественное водружение крестов на купола храма.
С 7 апреля 2012 года в пансионате ФНКЦ ДГОИ началось волонтерское служение добровольческого движения «Даниловцы».
2 сентября 2012 года Патриарх Московский и всея Руси Кирилл возглавил чин великого освящения храма и Божественную литургию в новоосвящённом храме
Благотворители и художники предложили идею — поучаствовать детям в украшении храма. Стены в притворе специально оставлены нетронутыми, чтобы могли их украсить. 4 ноября 2012 года волонтёры предложили ребятишкам порисовать на тему «Сотворения мира». Художники подготовили наглядный материал, распечатки того, что дети могут делать из мозаики. По словам координатора группы «ФНКЦ» Павла Альшевского, дети рисовали «растения, зверей, рыб, людей, небо, солнце, звёзды, море. Получилось 30 удивительных рисунков. Все работы будут переданы архитекторам, которые подготовят из них макеты для мозаик и трафареты для росписи. На последнем этапе детки смогут выложить мозаику или расписать стены храма по своим же эскизам». В итоге было создано Создали 12 мозаичных картин по рисункам детей-пациентов ФНКЦ ДГОИ.
21 февраля 2013 года в храме был проведён круглый стол «Храмовая архитектура: поиск нового образа». Гостей и коллег принимал архитектор Андрей Анисимов. Круглый стол стал продолжением большой дискуссии, начавшейся в связи с выходом первого номера журнала «Храмоздатель».

## Оформление храма
Архитекторы и художники, проектировавшие этот храм, старались рассказать его маленьким прихожанам об исконных русских традициях храмового зодчества, а также в доступной форме дать понятие об основных евангельских сюжетах. Они очень наглядно изложены с помощью разных средств: живописи, мозаики, резьбы по камню, чеканке. Поэтому храм получился очень радостным, изящно декорированным и немного сказочным.
Храм украшен несколькими резными рельефами, и, кроме того, на середине высоты по нему проходит изразцовый фриз. На изразцах там красуются растительные узоры и сказочные существа, среди которых встречается и красивая сказочная птица. Есть птицы и на резных рельефах. Одна, сказочная, сидит на западной стене храма. А на северной стене слетает из облаков Голубь.
- Вид с севера
- Вид с запада
- Внутреннее убранство

## Работа храма
В храм допускаются только находящиеся на лечении в ФНКЦ имени Дмитрия Рогачёва дети и их родители, а также врачи и волонтёры. Во избежание распространения инфекции, которая возможно присутствует у больных, что лечатся в этом медицинском центре, храм закрыли от сторонних посетителей.
Систематически проводятся богослужения. Стало доброй традицией этого храма то, что на самых торжественных богослужениях поет камерный хор Патриаршего центра духовного развития детей и молодёжи.
Также, еженедельно катехизатор и священник по просьбе детей и родителей посещают их непосредственно в отделениях Центра, где совершаются молебные пения, Таинства исповеди, причащения, елеосвящения, проводятся беседы на духовно-нравственные темы. В дни церковных праздников дети становятся участниками особых мероприятий По словам архимандрита Алексия (Поликарпова): «Служение в Центре детской гематологии помогает выжить в страшных испытаниях больным детям и прежде всего их родителям. Это дело говорит само за себя, оно нужно и полезно. Но служение это непростое».
Духовное попечение о детях и родителях, а также о персонале осуществляет Свято-Данилов монастырь и действующий при нём Патриарший центр духовного развития детей и молодёжи, руководителем которого является клирик Данилова монастыря игумен Иоасаф (Полуянов). С апреля 2011 года Центр посещают добровольцы из Данилова монастыря. Юноши и девушки регулярно (не менее одного раза в неделю) проводят для детей тематические творческие занятия. Сложилась традиция отпускать голубей у больничного храма.